# Menteuse
Série
Menteur
(2019)
Pour plus de détails, voir Fiche technique et Distribution.
Menteuse est une comédie québécoise réalisée par Émile Gaudreault dont la sortie en salle le 9 juillet 2025.
Le film est une suite du long métrage de 2019 Menteur du même réalisateur qui co-scénarise avec Éric K. Boulianne (en) et Sébastien Ravary comme dans le premier film.

## Synopsis
Pour ne pas déplaire et pour que tout son monde soit heureux, Virginie ment, mais elle ment tellement qu'elle crée des multivers dans lesquels tous ses mensonges deviennent réalité. Cela affecte sa vie et celle de son entourage, dont celle de son conjoint Phil qui en fait les frais comme lorsque son frère Simon mentait.

## Fiche technique
Sources : IMDb
- Titre original : Menteuse
- Réalisation : Émile Gaudreault
- Scénario : Émile Gaudreault, Éric K. Boulianne (en) et Sébastien Ravary
- Musique : FM Le Sieur
- Direction artistique : Christian Legaré
- Costumes : Anne-Karine Gauthier
- Photographie : Jean-François Lord (en)
- Son : Martin Desmarais, Bernard Gariépy Strobl, Marie-Claude Gagné
- Montage : Arthur Tarnowski
- Production : André Dupuy, Marie-Alexandra Forget, Émile Gaudreault
- Sociétés de production : Amalga, Les Films du lac
- Société de distribution : Immina Films (en)
- Pays de production :  Canada
- Tournage : du 6 mai au 21 juin 2024 à Montréal et Longueuil[2],[3], également à la chapelle Bonsecours de L'Assomption[4]
- Langue originale : français
- Format : couleur
- Genre : comédie
- Durée : 103 minutes
- Dates de sortie :
  - Canada : 
    - 9 juillet 2025 (sortie en salle au Québec)
- Classification :
  - Québec : Visa général[5]

## Distribution
- Anne-Élisabeth Bossé : Virginie Gauthier
- Antoine Bertrand : Phil Aubert
- Catherine Chabot : Chloé Therrien
- Rémy Girard : Serge Gauthier, le père de Virginie
- Pierrette Robitaille : Louison, la mère de Virginie
- Luc Senay : Georges Aubert, le père de Phil
- Véronique Le Flaguais : Claire Aubert, la mère de Phil
- Monika Pilon : Julie, la sœur de Virginie
- Didier Lucien : Dominic Dufour, collègue de Virginie et de Phil
- Karl Walcott : Greg Derry
- Martin Drainville
- Pascale Desrochers : Catou
- Lamia Benhacine : Katy